# Лох-Шил
Лох Шив (шотл. гел. Loch Seile) — прісноводе озеро (лох) на північному заході Шотландії, розташоване в 20 км на захід від Форт-Вільяма в Лохабер, Гайленд, Шотландія. Його природа змінюється значно по всій його довжині, від урвистих гірських берегів на північному сході до боліт і заливних пасовищ на південному заході, річкою Шил, завдовжки 4 км, дренується у море (Лох-Моїдарт) біля замку Тіорам.
Площа озера складає 19,3 км², а максимальна глибина — 128 м, середня глибина 40,5 метрів. Площа сточища — 248 км².. Також як і у озера Лох-Ломонд, глибина біля північного краю озера набагато більше, ніж у південній. Озеро має льодовикове походження. Максимальна довжина близько 28 км, за цим показником Лох-Шив займає четверте місце серед озер Шотландії (після Лох-О, Лох-Несс і Лох-Ломонд). Подібно озеру Лох-О, Лох-Шив має дуже вузьку, витягнуту форму — його середня ширина становить лише 2,5% від його повної довжини. Велика частина озера витягнута з північного сходу на південний захід, лише його південна частина (8 км завдовжки) — зі сходу на захід. Біля північно-східного краю озера розташоване село Гленфіннан. На найбільшому острові озера знаходяться руїни старої каплиці, на цьому острові жив Святий Фіннан відразу після в свого прибуття Шотландію.
Озеро Лох-Шив лежить трохи вище рівня моря (4,5 метра над р.м.) і було кілька тисяч років тому морською затокою, так як тоді рівень моря (щодо Шотландії) був значно вище.
Озеро Лох-Шив одне з небагатьох озер, чий водний режим найменше зазнав дії людини. В озері водиться такі породи риб як: щука, окунь, форель, атлантичний лосось, річковий вугор, колючка триголкова .
В даний час є популярним туристичним об'єктом.

## Галерея

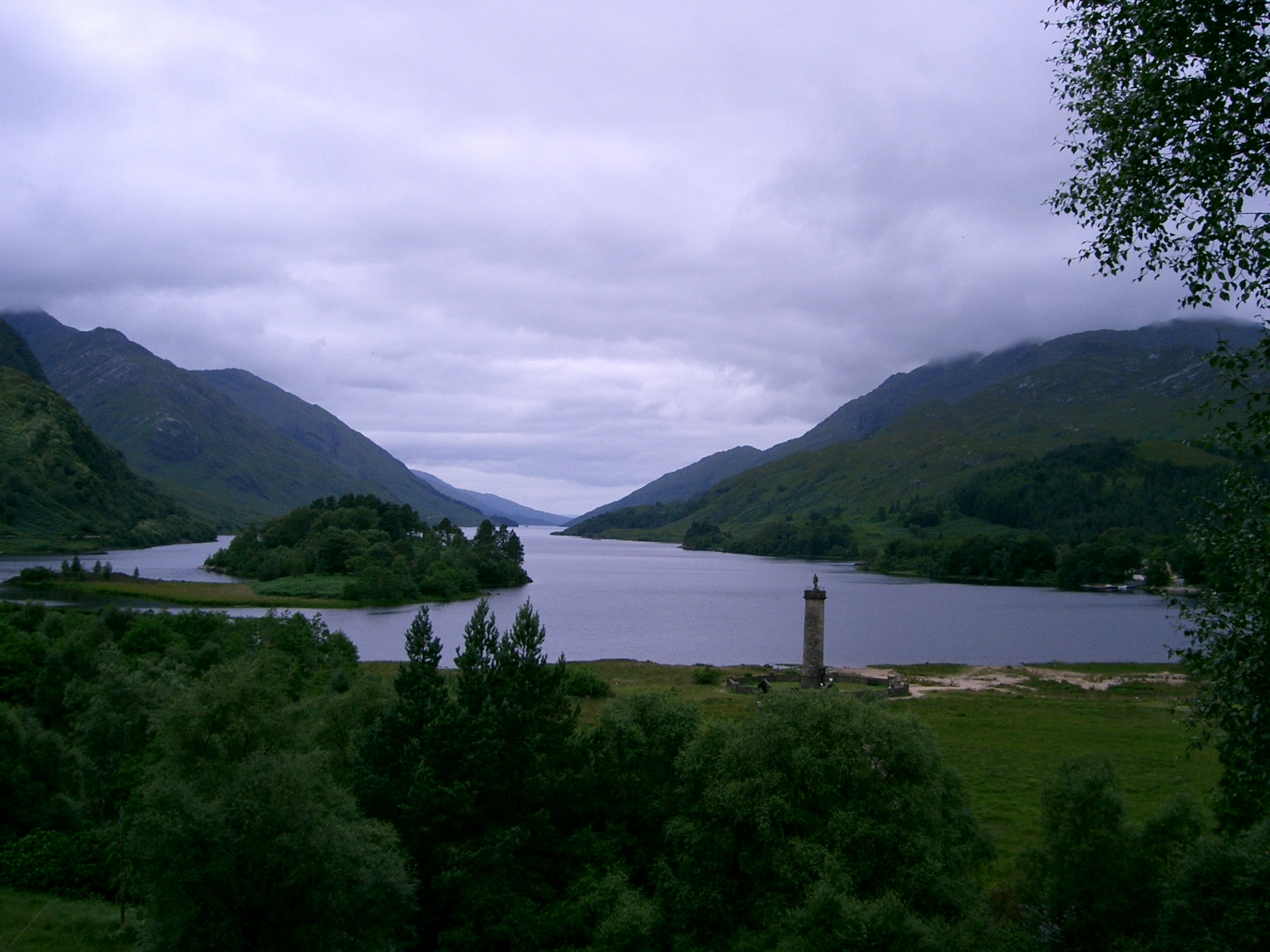
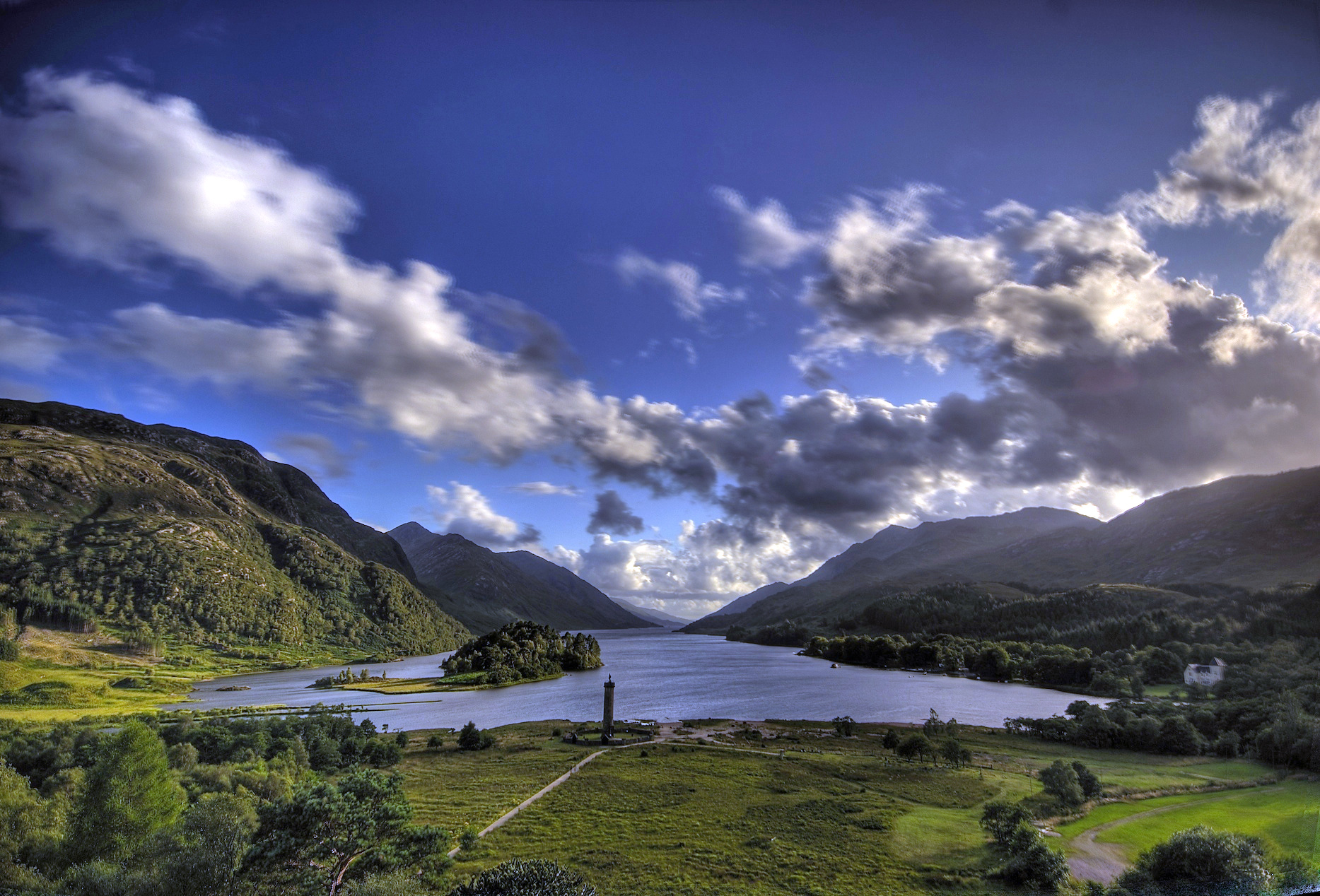
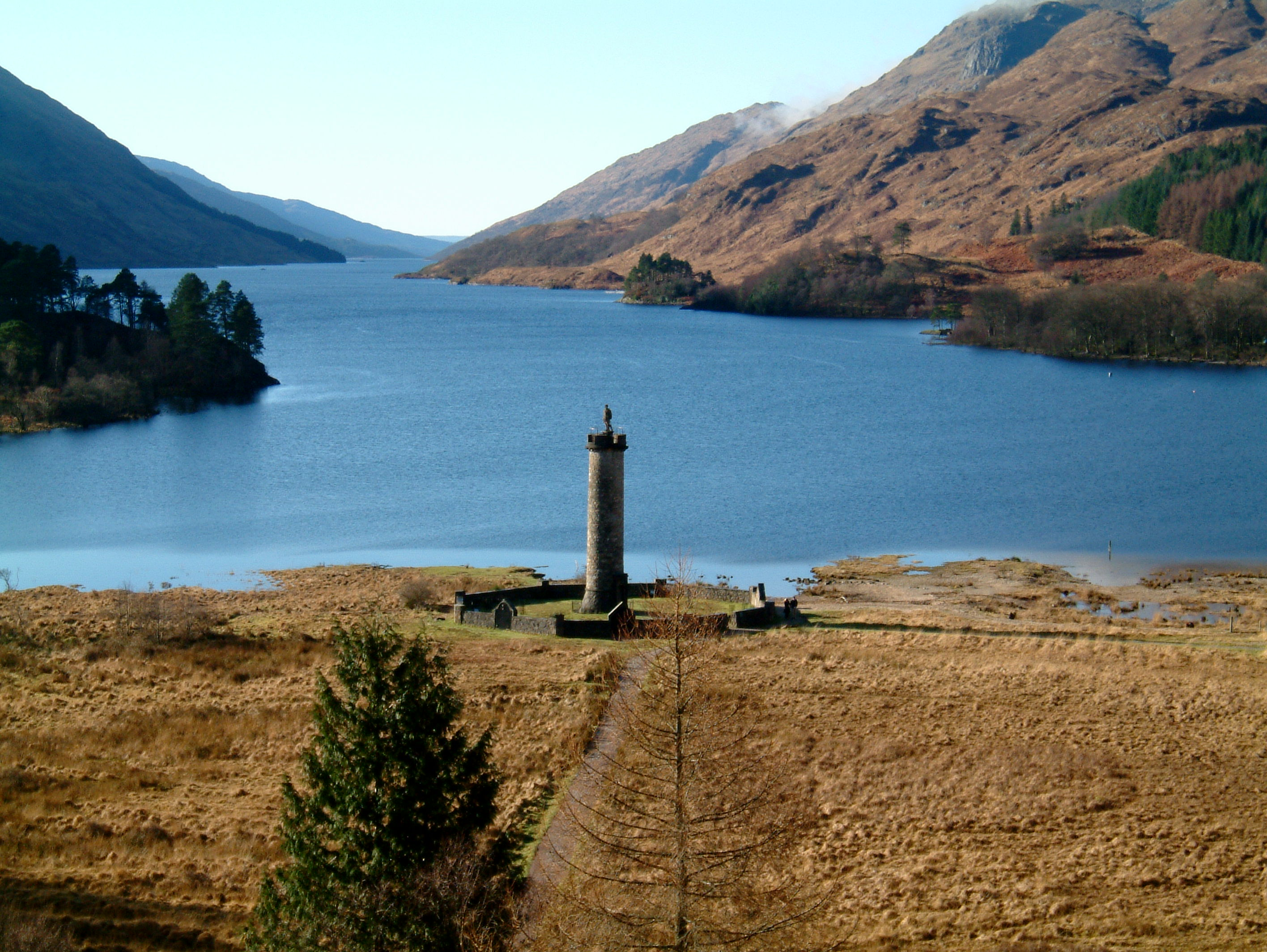
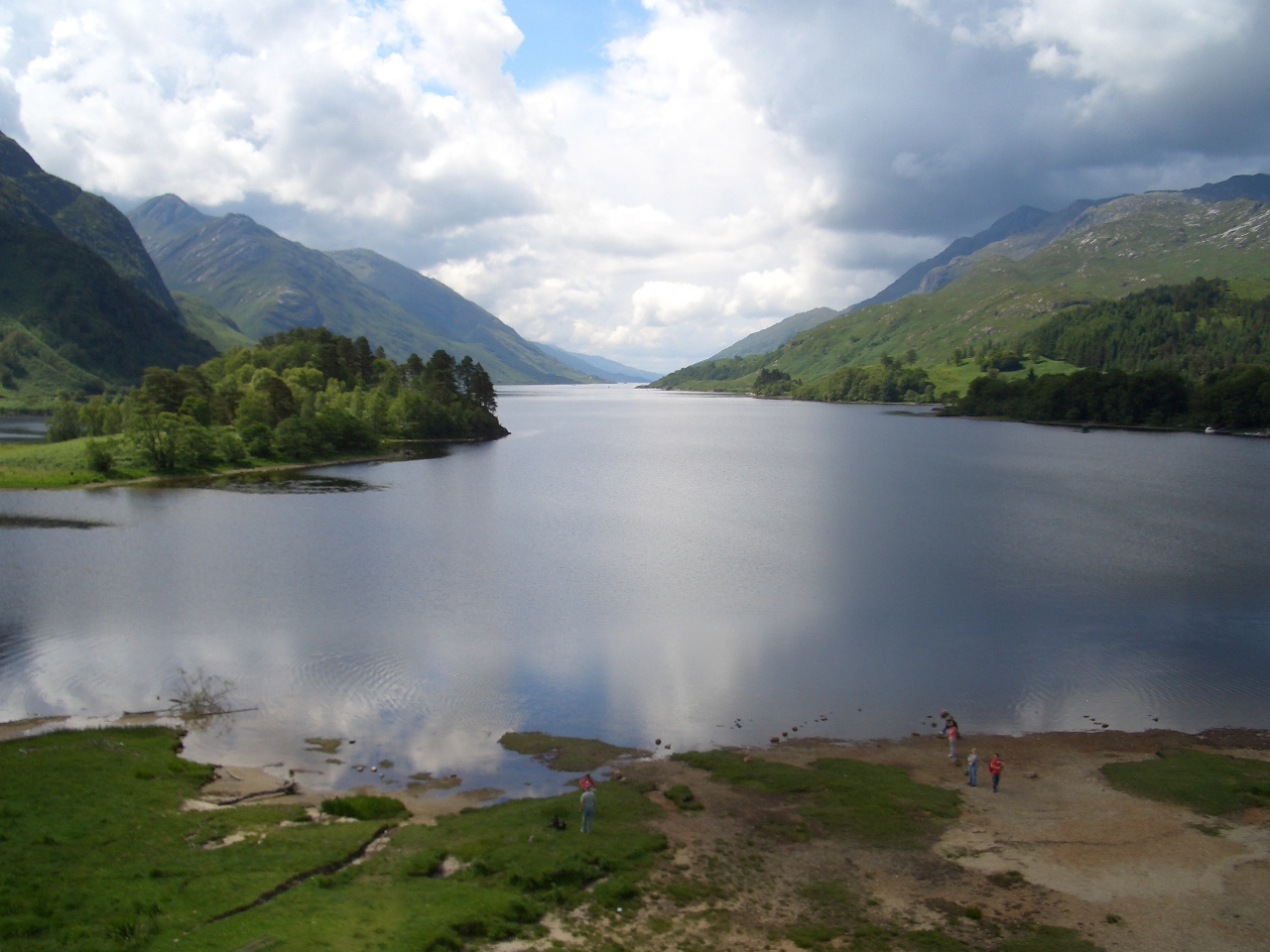
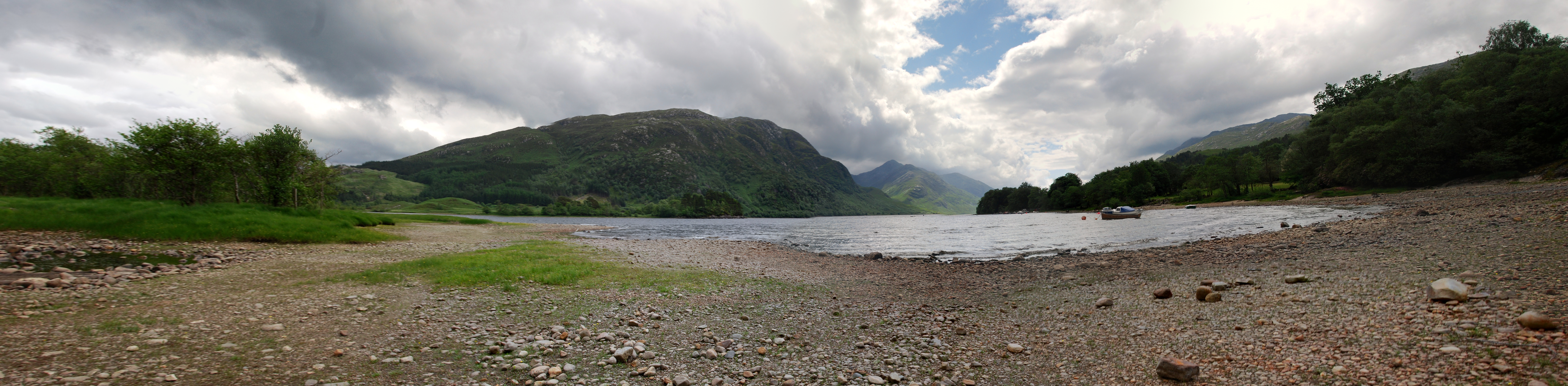

## Ресурси Інтернету
- Daten zum Loch Shiel(англ.)
- http://www.undiscoveredscotland.co.uk/glenfinnan/glenfinnan/ [Архівовано 12 травня 2014 у Wayback Machine.]